# Mars Delight
Mars Delight er en chokoladebar med vaffel i midten. Det er et spin-off fra den originale Mars bar.